# 1184
| Calendário gregoriano                                                        | 1184 MCLXXXIV                                        |
| Ab urbe condita                                                              | 1937                                                 |
| Calendário arménio                                                           | 633 – 634                                            |
| Calendário bahá'í                                                            | -660 – -659                                          |
| Calendário budista                                                           | 1728                                                 |
| Calendário chinês                                                            | 3880 – 3881 Início a 14 de janeiro (aproximadamente) |
| Calendário copta                                                             | 900 – 901                                            |
| Calendário etíope                                                            | 1176 – 1177                                          |
| Calendários hindus - Vikram Samvat - Calendário nacional indiano - Cáli Iuga | 1239 – 1240 1105 – 1106 4284 – 4285                  |
| Calendário Holoceno                                                          | 11184                                                |
| Calendário islâmico                                                          | 580 – 581                                            |
| Calendário judaico                                                           | 4944 – 4945                                          |
| Calendário persa                                                             | 562 – 563                                            |
| Calendário rúnico                                                            | 1434                                                 |
| Calendário solar tailandês                                                   | 1727                                                 |

1184 (MCLXXXIV, na numeração romana) foi um ano bissexto do século XII do Calendário Juliano, da Era de Cristo, e as suas letras dominicais foram  A e G (52 semanas), teve início a um domingo e terminou a uma segunda-feira.
No território que viria a ser o reino de Portugal estava em vigor a Era de César que já contava 1222 anos.
| Ano completo                       |
| ---------------------------------- |
| Ano bissexto com início ao domingo |

## Acontecimentos
- O Califado Almóada reconquista os territórios até à linha do Rio Tejo e cercam a cidade de Santarém.
- Iacube Almançor torna-se no terceiro califa do Califado Almóada de Marrocos.
- Casamento de Teresa de Portugal, Condessa da Flandres filha de D. Afonso Henriques, com Filipe da Alsácia, conde de Flandres.
- Criação da Inquisição através do Concílio de Verona.

## Nascimentos
- Leonor da Bretanha.

## Mortes
- 29 de Julho - Abu Iacube Iúçufe I (r. 1163–1184) - segundo califa do Califado Almóada de Marrocos.
- Gerardo I de Mâcon (n. 1125) foi conde de Mâcon e de Viena.